# Risåträsket
Risåträsket är en sjö i Skellefteå kommun i Västerbotten och ingår i Rickleåns huvudavrinningsområde. Sjön har en area på 0,512 kvadratkilometer och ligger 243 meter över havet. Sjön avvattnas av vattendraget Rickleån.

## Delavrinningsområde
Risåträsket ingår i det delavrinningsområde (717444-170447) som SMHI kallar för Utloppet av Risåträsket. Medelhöjden är 257 meter över havet och ytan är 13,47 kvadratkilometer. Räknas de 15 avrinningsområdena uppströms in blir den ackumulerade arean 339,09 kvadratkilometer. Avrinningsområdets utflöde Rickleån mynnar i havet. Avrinningsområdet består mestadels av skog (49 procent) och sankmarker (39 procent). Avrinningsområdet har 0,51 kvadratkilometer vattenytor vilket ger det en sjöprocent på 3,8 procent.